# برينا لين
برينا لين (بالإنجليزية: Briana Lane)‏ هي ممثلة أمريكية، ولدت في 27 أكتوبر 1985 بلوس أنجلوس في الولايات المتحدة.

## وصلات خارجية
- برينا لين على موقع IMDb (الإنجليزية)
- برينا لين على موقع قاعدة بيانات الفيلم (الإنجليزية)